# Apple Cup
L'Apple Cup est une rivalité inter étatique dans le football américain universitaire opposant deux équipes de l'État de Washington, les Huskies de l'université de Washington basée à Seattle et les Cougars de l'université de Washington basée à Pullman.
Ces deux programmes ont été membres de la Pacific-12 Conference jusqu'en fin de saison 2023, Washington ayant rejoint la Big Ten en 2024.

## Histoire
Jouée pour la première fois en 1900,,, la rencontre était traditionnellement le dernier match de la saison régulière pour les deux universités et elle avait généralement lieu le samedi précédant Thanksgiving. Avec l'extension de la saison régulière NCAA à douze matchs depuis 2006, il y a eu un mouvement pour déplacer la date du match du samedi avant Thanksgiving au week-end suivant. Ce changement aurait accordé une semaine de repos pour les deux équipes pendant la saison. En 2006, les deux programmes ont joué douze semaines consécutives sans semaine de repos, laissant les deux équipes visiblement fatiguées en fin de saison régulière. Le match de 2007 a été joué le samedi après Thanksgiving pour la première fois ; mais le match de 2008 s'est à nouveau joué le samedi avant Thanksgiving. Cependant, les médias ont plaisanté en disant que le match de 2008 remporté par les Cougars à Pullman était une « Crapple Cup full of worms » (Coupe de la pomme pleine de vers), parce que les Huskies (1-10) qui accueillait les Cougars avaient des bilans respectifs de 1-10 et 0-10. Le match a été redéplacé au samedi après Thanksgiving en 2009 à Seattle. Le match de 2011 à Seattle a été déplacé au CenturyLink Field pour permettre la rénovation du Husky Stadium et celui de 2020 a été annulé à la suite de la pandémie de Covid-19.
Depuis 1946, le match avait lieu les années impaires à Seattle au Husky Stadium (à l'exception de 2011 et 2024, qui ont été joués au Lumen Field), tandis que les matchs à domicile de Washington State avaient lieu les années paires au Rogers Field (en) (1946, 1948, 1954), au Martin Stadium (depuis 1982) à Pullman et au Joe Albi Stadium (en) à Spokane. Tous les matchs joués à Pullman dans l'est de Washington de 1935 à 1948 ont eu lieu à la mi-octobre sauf en 1945, lorsque deux matchs ont été disputés, le premier à Seattle à la mi-octobre et le second à Pullman à la fin novembre,,.
Le match de la rivalité étant devenu un match « hors conférence » avec le départ de Washington pour la Big Ten Conference en 2024, l'Apple Cup 2024 a été joué le samedi 14 septembre au Lumen Field de Seattle.
Dans un avenir proche, Seattle accueillera les matchs de 2026 et 2028, Pullman accueillant ceux de 2025 et 2027.

## Trophée
Le Governor’s Trophy a été le premier trophée de la rivalité. Il a été décerné à partir de la saison 1934 jusqu'en 1946,,. Il s'agissait d'un bouclier en bronze réalisé par le sculpteur Dudley Pratt (en), offert et décerné par le gouverneur Clarence D. Martin (en), un ancien étudiant de l’Université de Washington dont le Martin Stadium de Pullman porte le nom,,,. Les vainqueurs avec le score des matchs étaient gravés sur le bouclier.
Décerné pour la première fois en 1963 le deuxième trophée est dénommé Apple Cup Trophy. Il est présenté au vainqueur du match par le gouverneur de l'État à la fin du match. Il a été offert par la Washington Apple Commission (en) et se réfère à la grande production de pommes dans l'État de Washington dont la réputation est nationale. Ce trophée a été familièrement appelé Apple Cup, ce terme faisant plus tard métonymiquement référence au match de la rivalité. En 1989, la pomme (app en anglais) est reconnue comme le fruit de l'État de Washington lors de la célébration du centenaire de cet État.

## Palmarès
Le classement des équipes dans les tableaux ci-dessous est celui de l'Associated Press avant la saison 2014 et celui du comité du College Football Playoff depuis 2014.
| Washington (76)                                                    | Washington State (34)                                                     | Nuls (3)                                                                  |                                                                           |
| Plus large victoire                                                | Washington, 51–3 (2000)                                                   | Washington, 51–3 (2000)                                                   | Washington, 51–3 (2000)                                                   |
| Plus longue série de victoires                                     | Washington, 8 (1959–1966, 1974–1981)                                      | Washington, 8 (1959–1966, 1974–1981)                                      | Washington, 8 (1959–1966, 1974–1981)                                      |
| Série en cours sans défaite                                        | Washington State, 1 (depuis 2024)                                         | Washington State, 1 (depuis 2024)                                         | Washington State, 1 (depuis 2024)                                         |
| Governor's Trophy (1934–c.1946) : Apple Cup Trophy (depuis 1963) : | Washington, 7 - Washington State, 2 Washington, 47 - Washington State, 18 | Washington, 7 - Washington State, 2 Washington, 47 - Washington State, 18 | Washington, 7 - Washington State, 2 Washington, 47 - Washington State, 18 |

| N° | Date              | Lieu    | Vainqueur               | Score |
| -- | ----------------- | ------- | ----------------------- | ----- |
| 01 | 30 novembre 1900  | Seattle | Nul                     | 5–5   |
| 02 | 1er novembre 1901 | Pullman | Washington Agricultural | 10–0  |
| 03 | 27 novembre 1902  | Seattle | Washington              | 16–0  |
| 04 | 30 octobre 1903   | Pullman | Washington              | 10–0  |
| 05 | 29 octobre 1904   | Seattle | Washington              | 12–06 |
| 06 | 21 novembre 1907  | Seattle | Washington State        | 10–05 |
| 07 | 7 novembre 1908   | Seattle | Nul                     | 06–06 |
| 08 | 12 novembre 1910  | Spokane | Washington              | 16–0  |
| 09 | 30 novembre 1911  | Seattle | Washington              | 30–06 |
| 10 | 28 novembre 1912  | Seattle | Washington              | 19–0  |
| 11 | 27 novembre 1913  | Seattle | Washington              | 20–0  |
| 12 | 26 novembre 1914  | Seattle | Washington              | 45–0  |
| 13 | 29 novembre 1917  | Seattle | Washington State        | 14–0  |
| 14 | 15 novembre 1919  | Pullman | Washington              | 13–07 |
| 15 | 24 novembre 1921  | Seattle | Washington State        | 14–0  |
| 16 | 28 octobre 1922   | Pullman | Washington              | 16–13 |
| 17 | 24 novembre 1923  | Seattle | Washington              | 24–07 |
| 18 | 22 novembre 1924  | Seattle | Washington              | 14–0  |
| 19 | 31 octobre 1925   | Pullman | Washington              | 23–0  |
| 20 | 23 octobre 1926   | Seattle | Washington State        | 09–06 |
| 21 | 22 octobre 1927   | Seattle | Washington              | 14–0  |
| 22 | 29 novembre 1928  | Seattle | Washington              | 06–0  |
| 23 | 19 octobre 1929   | Pullman | Washington State        | 20–13 |
| 24 | 15 novembre 1930  | Seattle | Washington State        | 03–0  |
| 25 | 14 novembre 1931  | Seattle | Washington              | 12–0  |
| 26 | 12 novembre 1932  | Seattle | Nul                     | 00–0  |
| 27 | 25 novembre 1933  | Pullman | Washington State        | 17–06 |
| 28 | 24 novembre 1934  | Seattle | Nul                     | 00–0  |
| 29 | 19 octobre 1935   | Pullman | Washington              | 21–0  |
| 30 | 26 novembre 1936  | Seattle | #6 Washington           | 40–0  |
| 31 | 16 octobre 1937   | Pullman | Nul                     | 07–07 |
| 32 | 26 novembre 1938  | Seattle | Washington              | 26–0  |
| 33 | 14 octobre 1939   | Pullman | Washington State        | 06–0  |
| 34 | 30 novembre 1940  | Seattle | #12 Washington          | 33–09 |
| 35 | 11 octobre 1941   | Pullman | Washington              | 23–13 |
| 36 | 28 novembre 1942  | Seattle | Nul                     | 00–0  |
| 37 | 13 octobre 1945   | Seattle | Washington              | 06–0  |
| 38 | 24 novembre 1945  | Pullman | Washington State        | 07–0  |
| 39 | 12 octobre 1946   | Pullman | Washington              | 21–07 |
| 40 | 22 novembre 1947  | Seattle | Washington              | 20–0  |
| 41 | 16 octobre 1948   | Pullman | Washington State        | 10–0  |
| 42 | 19 novembre 1949  | Seattle | Washington              | 34–21 |
| 43 | 25 novembre 1950  | Spokane | #18 Washington          | 52–21 |
| 44 | 24 novembre 1951  | Seattle | Washington State        | 27–25 |
| 45 | 29 novembre 1952  | Spokane | Washington              | 33–27 |
| 46 | 21 novembre 1953  | Seattle | Washington State        | 25–20 |
| 47 | 20 novembre 1954  | Pullman | Washington State        | 26–07 |
| 48 | 19 novembre 1955  | Seattle | Washington              | 27–07 |
| 49 | 24 novembre 1956  | Spokane | Washington              | 40–26 |
| 50 | 23 novembre 1957  | Seattle | Washington State        | 27–07 |
| 51 | 22 novembre 1958  | Spokane | Washington State        | 18–14 |
| 52 | 21 novembre 1959  | Seattle | #14 Washington          | 20–0  |
| 53 | 19 novembre 1960  | Spokane | #5 Washington           | 08–07 |
| 54 | 25 novembre 1961  | Seattle | Washington              | 21–17 |
| 55 | 24 novembre 1962  | Spokane | Washington              | 26–21 |
| 56 | 30 novembre 1963  | Seattle | Washington              | 16–0  |
| 57 | 21 novembre 1964  | Spokane | Washington              | 14–0  |
| 58 | 20 novembre 1965  | Seattle | Washington              | 27–09 |
| 59 | 19 novembre 1966  | Spokane | Washington              | 19–07 |

| N°  | Date              | Lieu    | Vainqueur            | Score    |
| --- | ----------------- | ------- | -------------------- | -------- |
| 60  | 18 novembre 1967  | Seattle | Washington State     | 09–07    |
| 61  | 23 novembre 1968  | Spokane | Washington State     | 24–0     |
| 62  | 22 novembre 1969  | Seattle | Washington           | 30–21    |
| 63  | 21 novembre 1970  | Spokane | Washington           | 43–25    |
| 64  | 20 novembre 1971  | Seattle | Washington           | 28–20    |
| 65  | 18 novembre 1972  | Spokane | #20 Washington State | 27–10    |
| 66  | 24 novembre 1973  | Seattle | Washington State     | 52–26    |
| 67  | 23 novembre 1974  | Spokane | Washington           | 24–17    |
| 68  | 22 novembre 1975  | Seattle | Washington           | 28–27    |
| 69  | 20 novembre 1976  | Spokane | Washington           | 51–32    |
| 70  | 19 novembre 1977  | Seattle | #19 Washington       | 35–15    |
| 71  | 25 novembre 1978  | Spokane | Washington           | 38–08    |
| 72  | 17 novembre 1979  | Seattle | #16 Washington       | 17–07    |
| 73  | 22 novembre 1980  | Spokane | #16 Washington       | 30–23    |
| 74  | 21 novembre 1981  | Seattle | #17 Washington       | 23–10    |
| 75  | 20 novembre 1982  | Pullman | Washington State     | 24–20    |
| 76  | 19 novembre 1983  | Seattle | Washington State     | 17–06    |
| 77  | 17 novembre 1984  | Pullman | #8 Washington        | 38–29    |
| 78  | 23 novembre 1985  | Seattle | Washington State     | 21–20    |
| 79  | 22 novembre 1986  | Pullman | #12 Washington       | 44–23    |
| 80  | 21 novembre 1987  | Seattle | Washington           | 34–19    |
| 81  | 19 novembre 1988  | Pullman | Washington State     | 32–31    |
| 82  | 18 novembre 1989  | Seattle | Washington           | 20–09    |
| 83  | 17 novembre 1990  | Pullman | #10 Washington       | 55–10    |
| 84  | 23 novembre 1991  | Seattle | #2 Washington        | 56–21    |
| 85  | 21 novembre 1992  | Pullman | #25 Washington State | 42–23    |
| 86  | 20 novembre 1993  | Seattle | Washington           | 26–03    |
| 87  | 19 novembre 1994  | Pullman | Washington State     | 23–06    |
| 88  | 18 novembre 1995  | Seattle | #22 Washington       | 33–30    |
| 89  | 23 novembre 1996  | Pullman | #12 Washington       | 31–24OT  |
| 90  | 22 novembre 1997  | Seattle | #11 Washington State | 41–35    |
| 91  | 21 novembre 1998  | Pullman | Washington           | 16–09    |
| 92  | 20 novembre 1999  | Seattle | Washington           | 24–14    |
| 93  | 18 novembre 2000  | Pullman | #6 Washington        | 51–03    |
| 94  | 17 novembre 2001  | Seattle | #16 Washington       | 26–14    |
| 95  | 23 novembre 2002  | Pullman | Washington           | 29–263OT |
| 96  | 22 novembre 2003  | Seattle | Washington           | 27–19    |
| 97  | 20 novembre 2004  | Pullman | Washington State     | 28–25    |
| 98  | 19 novembre 2005  | Seattle | Washington State     | 26–22    |
| 99  | 18 novembre 2006  | Pullman | Washington           | 35–32    |
| 100 | 24 novembre 2007  | Seattle | Washington State     | 42–35    |
| 101 | 22 novembre 2008  | Pullman | Washington State     | 16–132OT |
| 102 | 28 novembre 2009  | Seattle | Washington           | 30–0     |
| 103 | 4 septembre 2010  | Pullman | Washington           | 35–28    |
| 104 | 26 novembre 2011  | Seattle | Washington           | 38–21    |
| 105 | 23 novembre 2012  | Pullman | Washington State     | 31–28OT  |
| 106 | 29 novembre 2013  | Seattle | Washington           | 27–17    |
| 107 | 29 novembre 2014  | Pullman | Washington           | 31–13    |
| 108 | 27 novembre 2015  | Seattle | Washington           | 45–10    |
| 109 | 25 novembre 2016  | Pullman | #6 Washington        | 45–17    |
| 110 | 25 novembre 2017  | Seattle | #15 Washington       | 41–14    |
| 111 | 23 novembre 2018  | Pullman | #16 Washington       | 28–15    |
| 112 | 29 novembre 2019  | Seattle | Washington           | 31–13    |
| 113 | 26 novembre 2021  | Seattle | Washington State     | 40–13    |
| 114 | 26 novembre 2022  | Pullman | #13 Washington       | 51–33    |
| 115 | 25 novembre 2023  | Seattle | #4 Washington        | 24–21    |
| 116 | 14 septembre 2024 | Seattle | Washington State     | 24–19    |

1. 

## Galerie

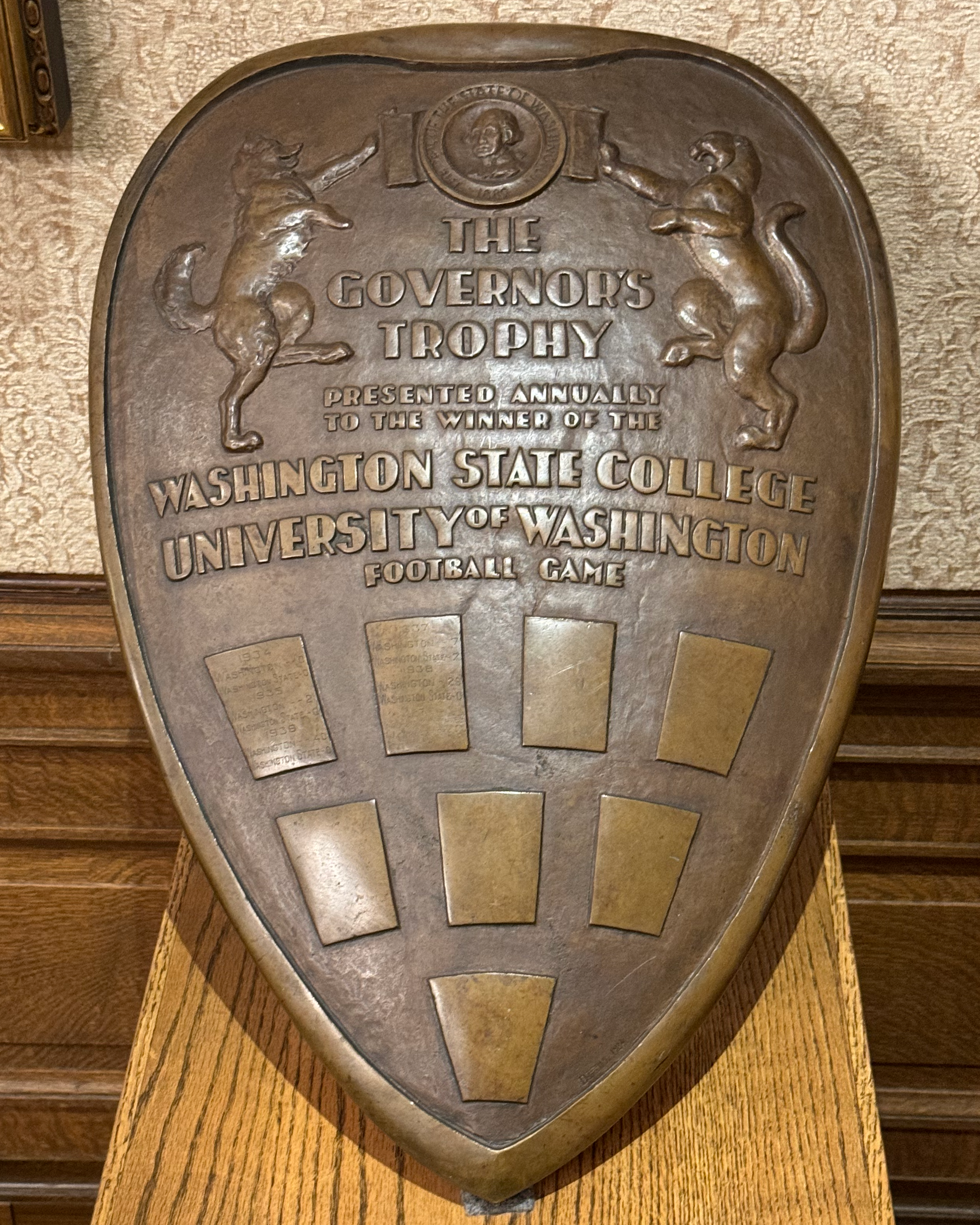
Le Governor's Trophy.

## Articles annexes
- Liste des matchs de rivalité en football américain universitaire de la NCAA